# أولاد إبراهيم (تيمي)
أولاد إبراهيم  أو ولاد براهيم هو أحد قصور بلدية أولاد أحمد تيمي بدائرة أدرار التابعة لولاية أدرار بالجنوب الغربي الجزائري

## أصل التسمية
سميت أولاد براهيم بهذا الاسم نسبة لمؤسسها.

## التاريخ
إستقر اولاد ادليم سنة 1503 م (909/908 هـ) وهم عرب من وادي الذهب ب الصحراء الغربية الساحل ويستقرون باولاد إبراهيم.

## السكان
يسكن هذا القصر عرب من أولاد مولات، ويتبعون الطريقة الطيبية.

## النشاط الفلاحي
يعمل أغلب سكان قصر أولاد إبراهيم في الفلاحة التي يغلب عليها غرس النخيل ويستعمل السكان تقنية الفقارة لتوفير المياه للسقي، نجد بأولاد إبراهيم أربع فقارات هي:

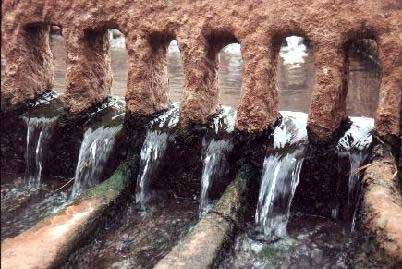
قصري لتقسيم ماء الفقارة

| اسم الفقارة    | عدد الآبار |
| -------------- | ---------- |
| الشيخ حنيني    | 400        |
| شورفة تالريدان | 880        |
| العرض الجديدة  | 700        |
| إركس           | 500        |
| أبا موسى       | 150        |
| تروكة          | ؟          |

## الأعلام
1. مولاي علي ولد سي حمودة: وهو أحد أعلام قصر أولاد إبراهيم نهاية القرن التاسع عشر.[3]
2. الشيخ سيدي البهلولي: وهو ولي صالح له ضريح بأولاد إبراهيم وتقام له زيارة سنوية.[1]